# Michail Fjodorowitsch Lukin

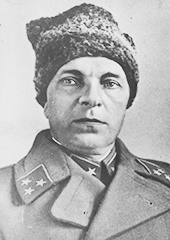
Michail Fjodorowitsch Lukin

Michail Fjodorowitsch Lukin (russisch Михаил Фёдорович Лукин, wiss. Transliteration Michail Fjodorovič Lukin; * 6. Novemberjul. / 18. November 1892greg. Polochino bei Subzow; † 25. Mai 1970 in Moskau) war ein sowjetischer General.

## Leben
M.F. Lukin wurde 1892 in dem Dorf Poluchitino nahe der Stadt Subzow (Oblast Kalinin) geboren. Er trat 1913 in die Zaristische Armee ein und nahm zunächst als einfacher Soldat am Ersten Weltkrieg teil. Erst 1916 konnte er die Offiziersschule in Moskau besuchen. Danach wurde er in den Rang eines Oberleutnants befördert und führte eine Kompanie.
Im Jahr 1917 trat er in die Rote Garde, 1918 in die Rote Armee und 1919 in die Kommunistische Partei ein. In den folgenden Jahren nahm er am Russischen Bürgerkrieg teil. Dabei war zuerst verantwortlicher Offizier für Aufklärung in einer Schützendivision. Danach wurde er als Regiments- und Brigadekommandeur. Er war auch Stabschef einer Schützendivision, mit der er hauptsächlich im Süden und Westen des Landes gegen weißen Truppen kämpfte.
Nach dem Bürgerkrieg diente Lukin in verschiedenen Positionen. Als Stabschef und im Stab verschiedener Divisionen sowie in der Verwaltung des Ukrainischen Militärbezirkes und der Verwaltung der Roten Armee. In diesem Zeitraum absolvierte er 1926 auch Kurse in der Frunse-Militärakademie. Ab 1929 kommandierte er eine Schützendivision, bevor er von 1935 bis 1937 den vertrauensvollen Posten eines Stadtkommandanten von Moskau einnahm. Danach war er erst Stellvertreter des Stabschefs, dann selbst Stabschef und schließlich Stellvertreter des Befehlshabers des Sibirischen Militärbezirkes. Unter Beförderung in den Rang eines Generalleutnants wurde er im Juli 1940 schließlich stellvertretender Kommandeur der 16. Armee im Transbaikalischen Militärbezirk.
Nach Ausbruch des Deutsch-Sowjetischen Krieges befehligte Lukin von Juni bis Oktober 1941 der Reihe nach die 16., 20., und 19. Armee, mit denen er an den Kämpfen um Smolensk und bei Wjasma. Bei letztere Stadt wurden am 7. Oktober die Masse der Truppen der sowjetischen West- und Reservefront eingeschlossen. Lukin übernahm das Kommando im Kessel und unternahm mehrere Ausbruchsversuche, bevor die letzten seiner Truppen bis zum 20. Oktober kapitulierten. Auch Lukin selbst geriet schwerverwundet in Gefangenschaft.
In der Gefangenschaft distanzierte sich Lukin vom Stalinregime und kooperierte zunächst mit den deutschen Behörden. Am 12. Dezember 1941 deutete er in einem Verhör erstmals die Möglichkeit zur Schaffung einer russischen Gegenregierung an:

„Dem Bauer wurde Land, dem Arbeiter Beteiligung an der Industrie versprochen. Bauern und Arbeiter sind belogen worden […] wenn Elend und Terror herrschen und vor allen Dingen eine Freudlosigkeit am Leben, dann werden Sie verstehen, dass diese Menschen ihre Befreiung vom bolschewistischen Joch dankbar begrüßen müßten […] Russen stehen auf Seiten des sogenannten Feindes – also ist es kein Landesverrat, zu ihnen überzugehen, sondern nur eine Abkehr vom System; damit eröffnen sich neue Hoffnungen.“

Eine Beteiligung an der späteren Russischen Befreiungsarmee lehnte Lukin jedoch ab, wahrscheinlich mit Rücksicht auf seine Familie und wegen mangelndem Vertrauen in die deutschen Möglichkeiten.
Im Mai 1945 wurde Lukin aus der Gefangenschaft befreit. Er wurde jedoch umgehend des Verrats verdächtigt und im Lefortowo-Gefängnis inhaftiert. Auf Befehl Stalins wurde er jedoch entlassen und gehörte ab 1946 der Reserve der Roten Armee an. Er starb 1970 und wurde auf dem Moskauer Nowodewitschi-Friedhof beigesetzt. Marschall der Sowjetunion G.K. Schukow urteilte anlässlich seines Todes im selben Jahr:

„„Vor kurzen traf ich Michail Fjodorowitsch und natürlich sprachen wir über vergangene Zeiten. Ich gebe zu, dass ich noch immer begeistert bin von seinem Mut und seiner Standhaftigkeit. Er überstand die schweren kriegerischen Wirren, sowie qualvolle körperliche Leiden und blieb dabei trotzdem so wie er war, ein bescheidener, wortkarger wahrhafter Held des Vaterländischen Krieges und unseres Sieges.““

Auch nach seinem Tod erhielt Lukin noch einige Ehrungen. So ernannte ihn die Stadt Smolensk 1988 postum zum Ehrenbürger. Im Jahr 1993 erklärte ihn Präsident Boris N. Jelzin zum „Held der Russischen Föderation“ (1. Oktober 1993, Verleihungsnummer 46).